# Stelling van Pompeiu

Illustratie van de stelling van Pompeiu

afbeelding bij het bewijs

Ontaard geval

De stelling van Pompeiu is een stelling in de meetkunde, genoemd naar Dimitrie Pompeiu (1873-1954), een wiskundige uit Roemenië, die luidt:
Gegeven een gelijkzijdige driehoek ABC en een punt P, dan zijn de lijnstukken AP, BP en CP de zijden van een, eventueel ontaarde, driehoek.
De betekenis van de stelling is dus dat de som van twee van de lijnstukken vanuit P niet kleiner is dan het derde lijnstuk.
Er is een kort bewijs: Roteer A, C en P over 60° om het punt B, zodat A terechtkomt op C en P op P'. We zien dat PB = P'B en ∠PBP' = 60°. Dus is PBP' een gelijkzijdige driehoek en PP' = PB. Ook is PA = P'C. Dus is PCP' een driehoek met zijden gelijk aan PA, PB en PC. Daarmee is het bewijs door constructie compleet.
De stelling van Pompeiu is ook een direct gevolg van de ongelijkheid van Ptolemaeus. De driehoek met lengtes van zijden AP, BP en CP is dan en slechts dan ontaard, als P op de omgeschreven cirkel van driehoek ABC ligt. ABCP is in dat geval een koordenvierhoek en voor een koordenvierhoek verandert de ongelijkheid in een gelijkheid.
De stelling van Pompeiu blijft geldig als P niet in hetzelfde vlak als driehoek ABC ligt.

## Websites
- (en)  MathWorld. Pompeiu's Theorem.
- (en)  J Sandor. On the Geometry of Equilateral Triangles, 2005.  in Forum Geometricorum 5, blz 107–117